# Ojenîn, Ostroh
Ojenîn (în ucraineană Оженин) este localitatea de reședință a comunei Ojenîn din raionul Ostroh, regiunea Rivne, Ucraina.

## Demografie
Componența lingvistică a localității Ojenîn
     Ucraineană (99,31%)
     Alte limbi (0,67%)
Conform recensământului din 2001, majoritatea populației localității Ojenîn era vorbitoare de ucraineană (99,31%), existând în minoritate și vorbitori de alte limbi.